# Алькасар христианских королей
Алькасар христианских королей (исп. Alcázar de los Reyes Cristianos), также известный как Кордовский алькасар (исп. Alcázar de Córdoba), средневековый Алькасар, расположенный в историческом центре Кордовы, в Испании, рядом с рекой Гвадалквивир и возле Кордовской соборной мечети. Крепость служила одной из главных резиденций Изабеллы I Кастильской и Фердинанда II Арагонского.

## История
В раннем средневековье на месте Алькасара располагалась вестготская крепость. Когда власть вестготов пала в результате завоевания Испании Омейядами, эмиры Омейядского (Дамасского) халифата перестроили её. Когда Омейядов в Сирии свергли Аббасиды, представитель прежней династии Абд ар-Рахман I бежал в Испанию. Абд ар-Рахман I и его преемники создали независимый Кордовский халифат, а Алькасар использовали в качестве своего дворца. Город впоследствии расцвёл как важный политический и культурный центр, а Алькасар был расширен за счет огромного комплекса с банями, садами и самой большой на то время библиотекой на Западе. Водяные мельницы на близлежащем Гвадалквивире способствовали орошению большого сада.
В 1236 году христианские войска взяли Кордову в ходе Реконкисты, а король Кастилии Фернандо III сделал Алькасар своим дворцом. В 1328 году Альфонсо XI Справедливый начал строительство современного комплекса на части места старой крепости. Остальные части мавританского алькасара были отданы в качестве трофеев епископу, дворянам и ордену Калатравы. Алькасар Альфонсо сохранил структуру лишь части мусульманского дворца, но тем не менее новая крепость была выдержана в стиле мудехар.
Алькасар стал одним из мест гражданской войны между Энрике IV и его юным сводным братом Альфонсо. За время этого противостояния были обновлены его защитные сооружения в связи с появлением пороха. Тогда же была воздвигнута главная башня Алькасара, ныне известная как Башня инквизиции
Преемники Энрике IV, Изабелла и её муж Фердинанд Арагонский, использовали Алькасар как один из первых постоянных трибуналов Испанской инквизиции и как штаб военной кампании против Гранадского эмирата, последнего исламского государства на Пиренейском полуострове. Инквизиция начала свою деятельность в Алькасаре в 1482 году, переоборудовав большую часть его помещений, включая арабские бани, в камеры пыток и допросов. Инквизиция располагала здесь свой трибунал в течение трёх столетий. Боабдиль содержался в Алькасаре пленником в 1483 году пока не согласился платить в качестве эмира Гранады дань христианским королям. В 1492 году Изабелла и Фердинанд принимали в Алькасаре Христофора Колумба, готовившего своё первое путешествие.
Алькасар служил гарнизоном для наполеоновских войск в 1810 году. В 1821 году Алькасар стал тюрьмой и оставался её до 1931 года, когда 4 июля испанское правительство признало его историческим памятником. В 1994 году он вошёл в список культурного наследия ЮНЕСКО.

## Описание
В плане здание Алькасара представляет почти квадратную форму площадью около 4 100 м². Башня памяти, северо-восточная и восьмиугольная в основании, ранее имела часы, а также служила местом оглашения королевских приказов. Львиная башня, северо-западная и квадратная в основании, является старейшей башней крепости. В ней располагалась часовня святого Евстафия, в которой молились Католические короли. Ныне в этой башне также расположен вход в крепость. Башня инквизиции, юго-западная и круглая в основании, также была известна как Башня садов и служила архивным помещением для инквизиции. Голубиная башня или Башня ночного караула занимала юго-восточный угол крепости и была снесена в середине XIX века, во второй половине XX века она была восстановлена.